# ИКЧФ
ИКЧФ (англ. ICCF — International Correspondence Chess Federation) — Международная федерация шахматной игры по переписке.
Является правопреемницей существовавшей до Второй мировой войны ИФШБ (нем. IFSB, Internationaler Fernschachbund), основанной в 1928 и объединявшей только шахматистов-заочников Европы, а также созданной после войны в 1946 году ИКЧА (англ. ICCA, International Correspondence Chess Association), которая в 1951 году переименована в ИКЧФ.
Российским аналогом ИКЧФ является РАЗШ — Российская ассоциация заочных шахмат.

## Цели
Цели ИКЧФ — развитие теории и практики международных заочных шахмат, организация и проведение личных и командных первенств мира, международных турниров по переписке.
В рамках проводимых соревнований ИКЧФ присваивает шахматные звания вплоть до гроссмейстера. Все звания, рейтинги и соревнования, проводимые ИКЧФ, признаются ФИДЕ.
Первоначально соревнования под эгидой ИКЧФ проводились исключительно с использованием обыкновенной почты, однако в последние годы, с развитием новых технологий, наравне с ней используется и электронная.

## История

### ICSB — Internationaler Correspondenceschachbund
15 августа 1928 года была официально создана Международная федерация шахматной игры по переписке (нем. Internationaler Correspondenceschachbund, ICSB — ИЦШБ /ИКШБ/), которая до этого существовала в свободной форме с ноября 1927 года. Президентом стал немец Эрих Отто Фрайенхаген (E. Freienhagen, Берлин). Другими членами руководства федерации были Йон Кееминк (J. W. Keemink, Хилверсюм), Ханс/Ганс Вернер фон Массов (H.-W. von Massow, Дрезден), Курт Лауэ (K. Laue, Галле),  К. Олсен и Х. Шильд.

### IFSB — Internationaler Fernschachbund
2 декабря 1928 года голландец Й. Кееминк и четверо немцев, — Р. Дюрссен (R. Dührssen, Берлин), Г. В. фон Массов, К. Лауэ и Л. Пробст (Мейльшнитц), — основали новую организацию, суть которой осталась той же — игра в шахматы по переписке, но чтобы отличаться от созданной ранее федерации назвали её несколько иначе, нем. Internationaler Fernschachbund (IFSB — ИФШБ)., что можно перевести на русский как Международная федерация заочных шахмат.
Дюрссен стал первым президентом новой организации, Кееминк — вторым, фон Массов, которому на тот момент ещё не исполнилось и 16- лет, стал с самых первых минут генеральным секретарём, Лауэ стал 1-м казначеем, а Пробст — главным редактором.
Некоторое время IFSB и ICSB действовали параллельно, но в связи со смертью в 1933 году Фрайенхагена ICSB прекратила свою деятельность, а её члены влились в IFSB.
Изначально организация признавала только индивидуальное членство, но в 1935 году было разрешено участие целых стран и таким образом IFSB превратилась в европейскую ассоциацию шахмат по переписке. Основанный в 1929 году журнал «Fernschach» к моменту выхода последнего выпуска в 1939 году распространялся в 60 странах Европы.
С началом Второй мировой войны организация прекратила свою деятельность.

### ICCA — International Correspondence Chess Association
После окончания войны преемницей ИФШБ стала созданная в 1946 году англ. International Correspondence Chess Association (ICCA — ИКЧА, название которой на русском звучит как Международная ассоциация шахматной игры по переписке), которая уже в 1947 году провела первый международный шахматный турнир по переписке. В 1949 году была проведена первая шахматная олимпиада по переписке. Первый директор ИКЧА — ИКЧФ Эрик Ларссон, он же основатель и издатель её первого печатного органа — «Мансли резюме» («ICCA. Monthly Resume», 1947—1948, 1952).

### ICCF — International Correspondence Chess Federation
В 1951 году ИКЧА получила своё нынешнее название: англ. International Correspondence Chess Federation (ICCF — ИКЧФ, по-русски: Международная федерация шахматной игры по переписке).
ИКЧФ проводит несколько типов соревнований: чемпионат мира, чемпионат мира среди женщин, олимпиада. Все соревнования проводятся раздельно для каждого сектора ИКЧФ (Европа, Латинская Америка, Северная Америка / страны Тихого океана и Африка / Азия).
С 2004 года ИКЧФ выпускает ежеквартальный сетевой журнал «ICCF AMICI».

#### Президенты ИШФБ
- 1928—1934:Рудольф Дюрссен Германия (1889—1947)
- 1934—1935: Кнуд Скьёрринг  Норвегия
- 1935—1939: Иштван Абоньи Венгрия (1886—1942)

#### Президент ИКЧА
- 1946—1950: Барух Вуд Англия (1909—1989)

#### Президенты ИКЧФ
- 1951—1953: Жан-Луи Ормон,  Швейцария(1894—1986)
- 1953—1959: Андерс Эльгесем,  Норвегия (1888—1968)
- 1960—1987: Ханс Вернер фон Массов,  Германия (1912—1988)
- 1988—1996: Хенк Мостерт,  Нидерланды (1925—2002)
- 1997—2003: Алан Боруэлл,  Шотландия (род. 1937)
- 2003—2004: Йосеф Мрквичка,  Чехия (род. 1951)
- 2005—2009: Мохамед Самрауи,  Алжир (род. 1953)
- c 2009: Эрик Рюш,  Франция (1961)

## Соревнования

### Чемпионы ИФШБ[2]
- 1928—1929. Эдуард Дикгоф (Германия)
- 1929—1930. Эдуард Дикгоф (Германия)
- 1930—1931. Эдуард Дикгоф (Германия)
- 1931—1932. Ганс Мюллер (Австрия)
- 1932—1933. Марсель Дюшан (Франция)
- 1933—1934. Г. Перссон (Швеция)
- 1934—1935. Пауль Керес (Эстония)
- 1936—1937. Милан Видмар (Югославия)
- 1937—1938. Миклош Сигети (Венгрия)
- 1938—1939. Э. Адам (Германия)

### Чемпионат мира
Информация с официального сайта ИКЧФ. Список чемпионов мира на январь 2013 года следующий:
1. Сесил Пурди  Австралия, (1950—1953),[4]
2. Вячеслав Рагозин  СССР, (1956—1959),[5]
3. Альберик О’Келли  Бельгия, (1959—1962),[6]
4. Владимир Загоровский  СССР, (1962—1965),[7]
5. Ханс Берлинер  США, (1965—1968),[8]
6. Хорст Риттнер  ГДР, (1968—1971),[9]
7. Яков Эстрин  СССР, (1972—1976)[10]
8. Йёрн Слот  Дания, (1975—1980)[11]
9. Тыну Ыйм  СССР, (1977—1983)[12]
10. Виктор Палчяускас  США, (1978—1984)[13]
11. Фридрих Баумбах  ГДР, (1983—1989)[14]
12. Григорий Санакоев  СССР, (1984—1991)[15]
13. Михаил Уманский  СССР, 1989—1998)[16]
14. Тыну Ыйм  Эстония, (1994—2000)[17]
15. Герт Ян Тиммерман  Нидерланды, (1996—2002)[18]
16. Тунк Хамарат (Tunc Hamarat)  Австрия (1999—2004)[19]
17. Ивар Берн  Норвегия, (2002—2007)[20].
18. Ӣооп ван Остером  Нидерланды, (2003—2005)[21]
19. Кристоф Леотар  Франция, (2004—2007) ([22]
20. Пертти Лехикоӣнен  Финляндия, (2004—2011)[23]
21. Ӣооп ван Остером  Нидерланды, (2005—2008)[24]
22. Александр Дронов  Россия, (2007—2010)[25]
23. Ульрих Стефан  Германия, (2007—2010)[26]
24. Марьян Шемрл  Словения, (2009—2011)[27]
25. Фабио Финоккиаро  Италия, (2009—2013)[28]
26. Рон Лангевелд  Нидерланды, (2010—2014)[29]
27. Александр Дронов  Россия[30]
28. Леонардо Любичич  Хорватия, (2013—2016)[31]
29. Александр Дронов  Россия,(2015—2018)[32]
30. Андрей Кочемасов  Россия, (2017—2019)[33]
31. Фабиан Станах  Польша, Кристиан Мук  Австрия, Рон Лангевелд  Нидерланды[34]
32. Джон Эдвардс  США[35]

### Чемпионат мира среди женщин
Чемпионаты мира по шахматам по переписке среди женщин проводятся с 1968 года, и на настоящий момент проведено 8 финалов соревнования.
Текущий чемпион мира — Ирина Переверткина (Россия). Её предшественницами были:
1. Ольга Рубцова  СССР (1968—1972),[36]
2. Лора Яковлева  СССР (1972—1977),[37]
3. Любовь Кристол  Израиль (1978—1984),[38]
4. Людмила Белавенец  Россия (1984—1992),[39]
5. Любовь Кристол  Израиль (1993—1998),[40]
6. Алессандра Риглер (Alessandra Riegler) (2000—2005),[41]
7. Ольга Сухарева  Россия (2002—2006),[42]
8. Ольга Сухарева  Россия (2007—2010),[43]
9. Ирина Переверткина  Россия (2011—2014),[44]
10. Ирина Переверткина  Россия (2014—2017),[45]
11. Ирина Переверткина  Россия (2017—2020).[46]

### Олимпиада
Олимпиады по шахматам по переписке проводятся с 1949 года. По настоящий момент проведено 17 олимпиад. В состав команды, представляющей каждую страну, входит 6 досок для мужчин и 4 доски для женщин.
Первым победителем была Венгрия (1949—1952), затем Чехословакия (1952—1955), СССР (1958—1961), СССР (1962—1964), Чехословакия (1965—1968), СССР (1968—1972), СССР (1972—1976), СССР (1977—1982), Великобритания (1982—1987), СССР (1987—1995)ль, Чехословакия/Германия (1995—1999, титул разделён по принципу «amici sumus» («мы все друзья», девиз ИКЧФ)), Германия (1998—2004). На Олимпиаде 1987—1995, несмотря на прекращение существования ГДР и СССР, эти команды сохранили наименование и состав до окончания турнира в соответствии с правилами ИКЧФ.
| #  | Годы      | Золотая медаль                | Серебряная медаль   | Бронзовая медаль       |  |
| -- | --------- | ----------------------------- | ------------------- | ---------------------- |  |
| 1  | 1949-1952 | Венгрия (25)                  | Чехословакия (20)   | Швеция (19,5)          |  |
| 2  | 1952-1955 | Чехословакия (27,5)           | Швеция /27,5)       | Германия (27)          |  |
| 3  | 1958-1961 | СССР (35,5)                   | Венгрия (32,5)      | Югославия (32)         |  |
| 4  | 1962-1964 | СССР (36)                     | ГДР (28,5)          | Швеция (27,5)          |  |
| 5  | 1965-1968 | Чехословакия (31,5)           | СССР (30)           | ФРГ (29,5)             |  |
| 6  | 1968-1972 | СССР (38)                     | Чехословакия (28,5) | ГДР (25,5)             |  |
| 7  | 1972-1976 | СССР (35,5)                   | Болгария (30)       | Великобритания (29,5)  |  |
| 8  | 1977-1982 | СССР (46,5)                   | Венгрия (44)        | Великобритания (41,5)  |  |
| 9  | 1982-1987 | Великобритания (33,5)         | ФРГ (30)            | СССР (27)              |  |
| 10 | 1987-1995 | СССР (34)                     | Англия (33,5)       | ГДР (33,5)             |  |
| 11 | 1992-1999 | Чехословакия, Германия (45,5) |                     | Канада, Шотландия (40) |  |
| 12 | 1998-2004 | Германия (47,5)               | Литва (42,5)        | Латвия (42,5)          |  |
| 13 | 2004-2009 | Германия (38)                 | Чехия (34,5)        | Польша (32)            |  |
| 14 | 2002-2006 | Германия (45,5)               | Литва (39,5)        | США (36)               |  |
| 15 | 2006-2009 | Норвегия (48)                 | Германия (47)       | Нидерланды (46,5)      |  |
| 16 | 2010-2016 | Чехия (33,5)                  | Германия (28,5)     | Франция (26,5)         |  |
| 17 | 2009-2012 | Германия (44,5)               | Испания (43,5)      | Италия (39,5)          |  |
| 18 | 2012-2016 | Германия (41,5)               | Словения (41)       | Испания (39)           |  |
| 19 | 2016-2021 | Болгария (27)                 | Германия (26,5)     | Чехия, Польша 26,5)    |  |
| 20 | 2016-2019 | Германия (39,5)               | Россия (39,5)       | Испания (39)           |  |

Женские олимпийские игры
| #  | Годы      | Ӡолотая медаль | Сөрөбряная медаль | Броннӡовая медаль   |  |
| -- | --------- | -------------- | ----------------- | ------------------- |  |
| 1  | 1974-1979 | СССР (22)      | ФРГ (19)          | Чехословакия (15,5) |  |
| 2  | 1980-1986 | СССР (26)      | Чехословакия (26) | Югославия (20)      |  |
| 3  | 1986-1992 | СССР (23)      | Чехословакия (21) | Венгрия (14,5)      |  |
| 4  | 1992-1997 | Чехия (24)     | Россия (21)       | Польша (18,5)       |  |
| 5  | 1997-2003 | Россия (25)    | Германия (22)     | Чехия (18)          |  |
| 6  | 2003-2006 | Литва (26,5)   | Германия (23,5)   | Италия (23)         |  |
| 7  | 2007-2009 | Словения (25)  | Литва (23,5)      | Германия (23)       |  |
| 8  | 2008-2010 | Польша (27)    | Болгария (27)     | Италия (26)         |  |
| 9  | 2011-2014 | Россия (34)    | Литва (32,5)      | Германия (30)       |  |
| 10 | 2015-2018 | Германия (33)  | Литва (30)        | Россия (28)         |  |

## Комментарии
1. 1 2  Входящее в оригинальное название немецкое слово (корень) «bund» может быть переведено как «союз», и как «федерация» — последнее выдаёт в настоящее время в качестве основного значения Google-переводчик.
2. ↑  В устаревшей транскрипции — Ганс Вернер фон Массов.
3. ↑  Очевидно, чтобы отличать новую организацию от прежней, некоторые русскоязычные источники называют её Международным союзом игры в шахматы по переписке — см.[2].
4. ↑  В связи с чем существует путаница относительно образования федерации — нектоторые источники также называют в числе основателей голландца Й. Кееминка (которого называют датчанином) и четверых немцев, но вместо Л. Пробста приводят Э. Фрайенхагена, которого и называют первым президентом IFSB — см.[2].
5. ↑  Указанный источник, опубликолванный на сайте, целиком посвящённом 60-летему юбилею ICCF и имеющему официальный подзаголовок «International Correspondence Chess Federation» — преемницы IFSB, говорит о том, что «Фрайенхаген и другие (члены ICSB) уже покинули группу», что также добавлет путаницы. — Сравнивая списки основателей IFSB и ICSB можно говорить, что группу покинул Фрайенхаген (и другие члены ICSB), однако, к чему тогда было менять её название на новое; скорее, основатели IFSB, которых что-то не устроило в уже существовавшей на тот момент ICSB, покинули её.